# Nurtas Kurgulin
Nurtas Mälikuly Kurgulin (kasachisch Нұртас Мәлікұлы Кургулин Nūrtas Mälıkūly Kurgulin; * 20. September 1986 in Taras) ist ein ehemaliger kasachischer Fußballspieler.

## Karriere

### Verein
Kurgulin begann seine Karriere 2005 beim FK Taras, für den er bis 2012 spielte. Anfang 2012 wechselte er zum Hauptstadtklub FK Astana, kam dort jedoch zu keinem Spieleinsatz. 2013 schloss er sich dem Tobyl Qostanai an. 2016 kehrte er zum FC Taras zurück war bis 2017 dort aktiv. In der Saison 2018/19 spielte er für Igilik Qaratau.
2020 beendete er seine aktive Karriere.

### Nationalmannschaft
Für die kasachische Nationalmannschaft debütierte Kurgulin 2011. Bis 2012 bestritt er zwei Länderspiele. In der EM-Qualifikation 2011 gegen Belgien wurde er mit einer Gelb-Roten Karte des Feldes verwiesen.